# Донской сельсовет (Башкортостан)
Донской сельсовет — муниципальное образование в Белебеевском районе Башкортостана.

## История
Согласно «Закону о границах, статусе и административных центрах муниципальных образований в Республике Башкортостан» имеет статус сельского поселения.

## Население
| 2002 | 2009 | 2010 | 2012 | 2013 | 2014 | 2015 |
| ---- | ---- | ---- | ---- | ---- | ---- | ---- |
| 721  | ↗968 | ↘869 | →869 | ↘857 | ↘835 | ↘796 |
| 2016 | 2017 |      |      |      |      |      |
| ↘781 | ↘734 |      |      |      |      |      |

## Состав сельского поселения
| № | Населённый пункт           | Тип населённого пункта          | Население |
| - | -------------------------- | ------------------------------- | --------- |
| 1 | Пахарь                     | деревня, административный центр | ↘414      |
| 2 | Сиушка                     | деревня                         | ↗140      |
| 3 | Подлесное                  | деревня                         | ↗138      |
| 4 | Казанлытамак               | деревня                         | ↘133      |
| 5 | Анненково                  | деревня                         | ↘23       |
| 6 | Деревня разъезда Максютово | деревня                         | ↘20       |
| 7 | Междугорное                | деревня                         | →1        |
| 8 | Максютово                  | деревня                         | ↘0        |

### Упразднённые населённые пункты
- поселение Белая казарма — в 2005 году